# Воздействие (телесериал)
«Возде́йствие», или «Грабь награ́бленное» (англ. Leverage) — американский телесериал канала TNT в жанрах криминальной драмы и комедии с Тимоти Хаттоном в главной роли. Премьера состоялась 7 декабря 2008 года. Сериал создан продюсерской компанией Дина Девлина Electric Entertainment. Шоу рассказывает о команде из пяти человек: воровке, мошеннице, хакере, специалисте по возврату и бывшем следователе страховой компании, который их возглавляет. Они используют свои навыки, чтобы помогать людям, пострадавшим от сильных мира сего.
Первый сезон состоит из 13 эпизодов, написанных Джоном Роджерсом и Крисом Дауни с продюсером в лице Дина Девлина, которые намеревались показать законченную историю без продолжения. Во втором сезоне производство переместилось из Лос-Анджелеса в Портленд, штат Орегон. Сезон был показан двумя частями: девять эпизодов стартовали 15 июля 2009 года, а оставшиеся 6 эпизодов были показаны той же зимой. Показ третьего сезона «Воздействия» начался 20 июня 2010 года по воскресеньям.
В июле 2010 года сериал был продлен на четвёртый сезон. Премьера состоялась 26 июня 2011 года, первые 10 эпизодов были показаны летом, а оставшиеся восемь — зимой. Продолжение четвёртого сезона началось в воскресенье 27 ноября 2011 года в 21:00 по восточному времени на телеканале TNT.
12 августа 2011 года шоу было продлено на пятый сезон, который стартовал 15 июля 2012 года. Действие сюжета и съёмки разворачиваются в Портленде, штат Орегон.
21 декабря 2012 года сериал был закрыт из-за снижения рейтингов. Последняя серия пятого сезона, которая создавалась как возможный финал сериала, была показана 25 декабря 2012 года.
Новый сезон «Воздействия» планируется снимать в конце июня или начале июля 2020 года в Луизиане, большинство актёров вернутся к своим ролям.
В августе 2020 года компания Electric Entertainment приступила к съёмке шестого сезона сериала. На странице Instagram одного из актёров сериала (Кристиан Кейн) появился пост, что съёмки начались 10 августа. Цитата: " ОК. Теперь я в это верю... Мы вернулись, ребята. Два съемочных дня уже в копилке. Не хотел ничего сглазить, но теперь это, поверьте, так." 
16-эпизодный сериал последователь "Воздействие: Искупление" был выпущен на IMDb TV в июле 2021.

## Сюжет
Нейт Форд, бывший следователь страховой компании, возглавляет команду, в которую входят актриса и мошенница Софи Деверо, специалист широкого профиля Эллиот Спенсер, воровка Паркер и хакер Алек Хардисон. Эта команда помогает людям, пострадавшим от рук нечистоплотных богачей или, если вежливо, — сильных мира сего, а попросту — воров.

## В ролях

### Главные герои
- Нейтан «Нейт» Форд (Тимоти Хаттон) — бывший следователь страховой компании и мозговой центр команды. В пилотной серии сериала выясняется, что сын Нейта был серьёзно болен, но его страховая компания отказалась оплатить экспериментальную процедуру лечения, из-за чего мальчик умер. Началом новой карьеры Нэйта стало предложение некоего нечистоплотного бизнесмена возглавить команду воров для операции против якобы обокравшей его компании. Хотя Форд изначально морально противился идее воровства, в конце концов он решил, что цель оправдывает действия, и согласился. Он всегда действует осторожно, зачастую планируя все действия на два шага вперёд. Большую часть выручки с первой операции он пожертвовал педиатрической больнице. Его чувства к Софи явно превосходят чисто профессиональные рамки. Нейт не прочь выпить и зачастую отказывается внимать советам членов своей команды.
- Софи Деверо (Джина Беллман) — актриса и известная мошенница, предпочитающая воровать произведения искусства. По иронии судьбы, хотя она является гениальной актрисой, когда пытается обмануть кого-то, её чисто сценические таланты оставляют желать лучшего. По словам Нейта, Софи — «лучшая актриса, которую вы когда-либо видели… когда она нарушает закон». Позже команда узнаёт, что Софи находится в неведении о своих плохих актёрских способностях. Софи и Нейт испытывают друг к другу сравнительно близкие чувства. Как позже выяснилось, Софи Деверо — это лишь один из её псевдонимов. Для зрителей настоящее имя «Софи» остаётся неизвестным. В одной серии намекается, что Софи является английской графиней, покинувшей своё имение после скандала. Ещё в двух сериях есть «подсказки» — Софи вводит своё настоящее имя на кодовом замке и пишет на салфетке. По всей видимости, настоящее имя «Софи» содержит 5 или 6 букв и заканчивается на «А»[13]. К концу 3 сезона настоящее имя Софи знают все члены команды, кроме Нейта, так как именно ему из-за некоторых разногласий она его не сказала и просила не говорить других. В 1 серии 4 сезона Нейт хоть уже и знает имя Софи, но они решают не открывать этот факт остальным, чтобы они не заподозрили, что их отношения гораздо ближе, чем они хотят показать.
- Элиот Спенсер (Кристиан Кейн) — мастер боевых единоборств, специалист по оружию и по розыску людей. Вырос среди лошадей в Кентукки. Отлично обращается с огнестрельным оружием, хотя и не любит им пользоваться. В одной серии Эллиот даже узнаёт в человеке бывшего морского пехотинца США по умению обращаться с ножом. Способен обезоружить противника за доли секунды. Работает очень быстро, что и было показано в пилотной серии, когда он обезоружил и отключил группу охранников, прежде чем сумка Хардисона упала на пол. Часто он демонстрирует виртуозное владение интеллектом в разговоре и поэтому иногда выступает в роли мошенника вместе с Софи. Также является неплохим поваром и гитаристом (настоящий талант актёра). Несмотря на его нарочито простецкие отношения с окружающими, Эллиот явно соболезновал Нейту, узнав о смерти его сына. Работал на Дэмиена Морро.
- Паркер (Бет Рисграф) — воровка  и эксперт по взрывчатке из Камдена, Иллинойс. Паркер любит рисковать. Адреналин для неё гораздо важнее финансовой выгоды. Она также предпочитает деньги, а не то, что на них можно купить. Боится лошадей после того, как в детстве стала свидетельницей убийства клоуна человеком в лошадином костюме. Хотя Паркер всегда ведёт себя спокойно, она испытывает слабость по отношению к детям и Хардисону. Совершенно не обладает навыками общения с людьми. Паркер всегда говорит, что у неё на уме, даже не понимая, когда она этим кого-то оскорбляет. Любит появляться из ниоткуда, пугая всех присутствующих. Также Паркер умеет рисовать портреты людей по памяти; в одной из серий эта её способность помогла команде идентифицировать противника. Страдает от синдрома Аспергера. Имя персонажа так и не было названо. Создатели сериала признались, что сами не знают, как её назвать.
- Алек Хардисон (Элдис Ходж) — специалист по электронике и хакер. Гений, нерд и любитель фантастики. Последнее зачастую отображается в его работе. Например, в одной серии, создавая фальшивые документы для Нейта и Софи, он придумывает им имена из телесериала «Доктор Кто». Способен взломать любой компьютер или электронный прибор и редко оказывается пойманным. Как и Паркер, которая ему нравится, он является сиротой. Но, в отличие от неё, он обладает навыками общения с окружающими. В одной серии он притворяется адвокатом и выигрывает дело. Талантливый скульптор и художник, именно он нарисовал портрет отца-основателя «Leverage», подозрительно похожего на Нэйтона Форда (единственная вещь, которую Хардисон забрал из офиса перед тем, как его взорвать. Позднее было показано, что он спрятал там деньги. Примечательно, что портрет нарисовал сам актёр.

### Второстепенные персонажи
- Джеймс Стерлинг (Марк Шеппард) — бывший коллега Нейта, а теперь враг. По уровню интеллекта и смекалки сравним с Нейтом. После раскрытия дела о похищении Яиц Фаберже был приглашен работать в Интерпол.
- Мэгги Коллинз (Кэри Матчетт) — бывшая жена Нейта. Работает экспертом по произведениям искусства в музее.
- Колин «Хаос» Мэсон (Уил Уитон) — хакер, соперник Хардисона. Пытался убить Софи. Помогает команде за деньги в конце четвёртого сезона.
- Тара Коул (Джери Райан) — подруга Софи Деверо. Талантливая мошенница. Некоторое время в счёт долга подменяла Софи, когда та путешествовала в поисках себя. Сначала была негативно принята командой, да и сама довольно скептически относилась к новой работе и коллегам, ставя на первое место выгоду. Однако спустя какое-то время нашла общий язык со всеми, даже с Нейтом, хотя его рискованные действия её частенько раздражали. Ушла из команды после возвращения Софи.
- Дэмиен Моро (Горан Вишнич) — международный финансист преступности по всему миру и контрабандист. Возможно, причастен к терактам.
- Итальянка (Элизабетта Каналис) — неназвавшаяся итальянка, заставляющая команду охотиться на Моро в течение 6 месяцев. Если им не удастся уничтожить его, то она обещает упрятать Нейта в тюрьму и убить остальных.
- Специальные агенты ФБР Таггерт (Рик Овертон) и МакСвитен (Джералд Дауни) — правительственные агенты, часто сталкивающиеся с командой. Считают, что Паркер и Хардисон также являются агентами бюро.
- Детектив-капитан Патрик Бонанно (Роберт Бленч) — следователь в  полиции штата Массачусетс. Честный полицейский. Когда команде необходимо кого-то арестовать, то они делают анонимный звонок в полицию, предоставляя Бонанно предостаточно улик для ареста. Хотя он подозревает о настоящей профессии команды, он не преследует их. Благодаря им, его повышают до звания капитана в третьем сезоне.

## Международный показ
Премьера сериала состоялась 7 декабря 2008 года на TNT в США. В Великобритании шоу показывается по телеканалу Bravo 20 января 2010 года; когда телеканал закрыл его, Sky network продолжил показ. 7 января 2009 года сериал начал показываться в Австралии на канале W Channel.

## Рейтинги
По данным Live + 7 data рейтинг каждого эпизода телесериала «Воздействие» привлек в среднем 4 миллиона зрителей в первом сезоне, 4,5 миллиона зрителей во втором сезоне, и 4,5 миллиона зрителей в третьем сезоне.

## Список серий
| Сезон | Сезон | Эпизоды | Оригинальная дата показа | Оригинальная дата показа |
| Сезон | Сезон | Эпизоды | Премьера сезона          | Финал сезона             |
| ----- | ----- | ------- | ------------------------ | ------------------------ |
|       | 1     | 13      | 7 декабря 2008           | 24 февраля 2009          |
|       | 2     | 15      | 15 июля 2009             | 17 февраля 2010          |
|       | 3     | 16      | 20 июня 2010             | 19 декабря 2010          |
|       | 4     | 18      | 26 июня 2011             | 15 января 2012           |
|       | 5     | 15      | 15 июля 2012             | 25 декабря 2012          |